# Pierre-Paul Prud’hon

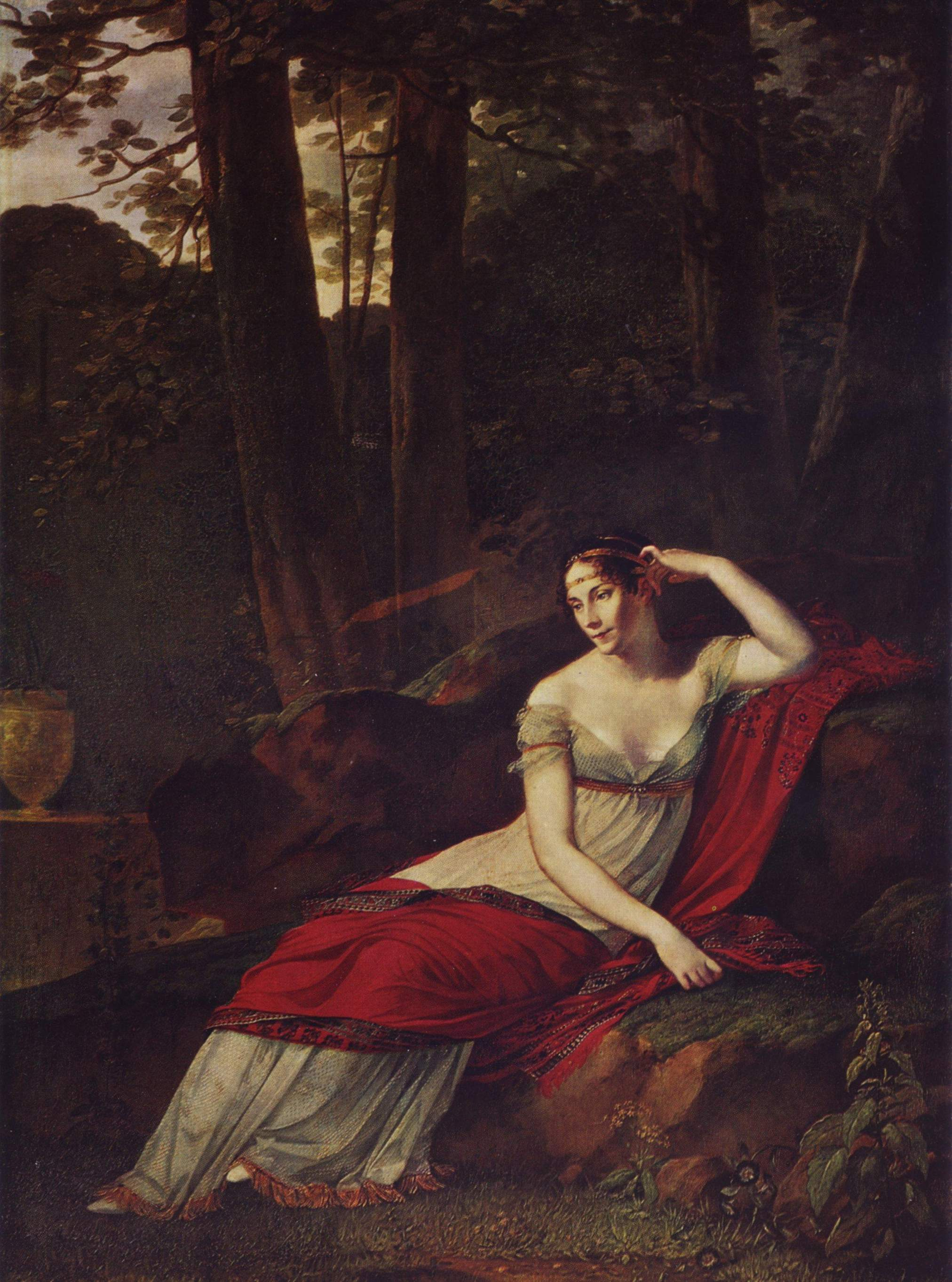
Cesarzowa Józefina (1805)

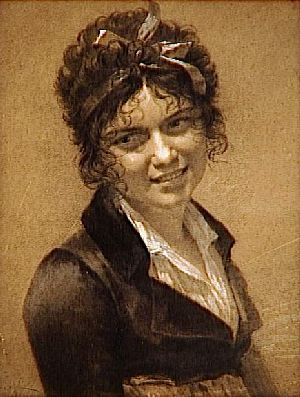
Portret Constance Mayer (1804)

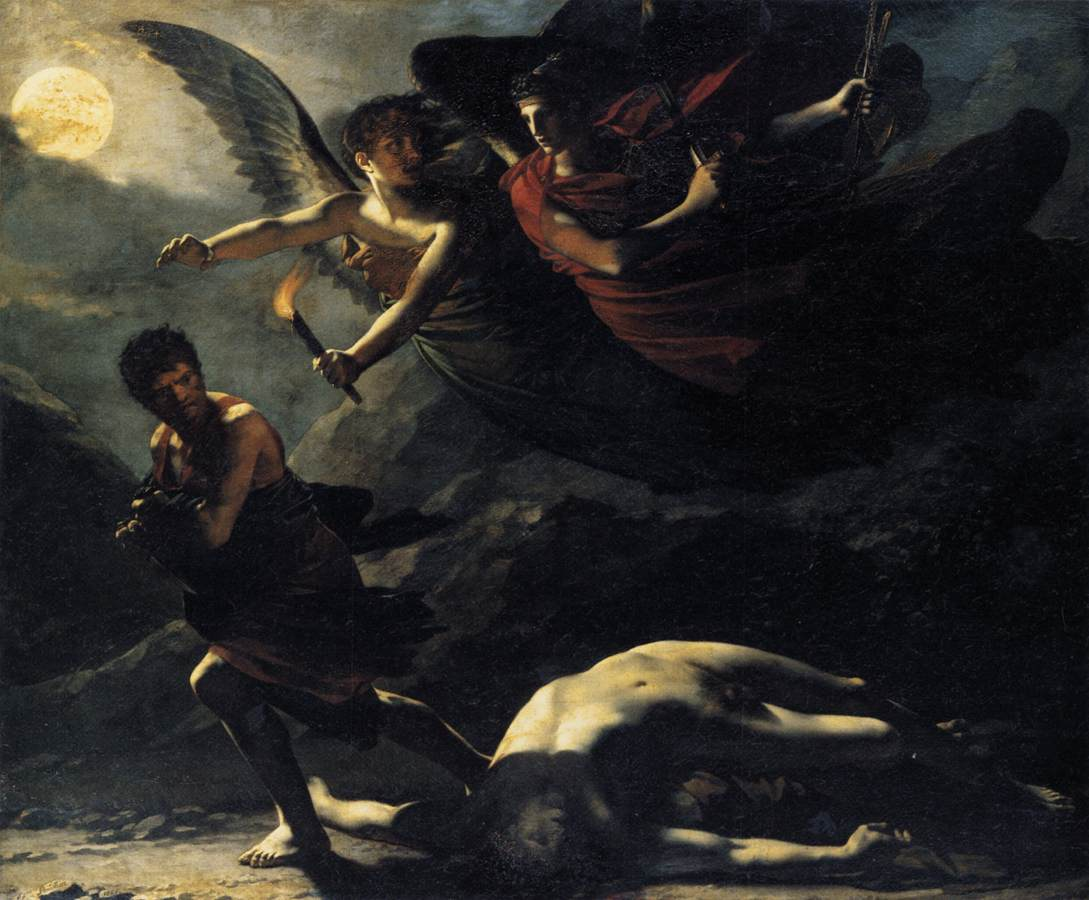
Sprawiedliwość i boska Zemsta ścigające Zbrodnię (1808)

Pierre-Paul Prud’hon (ur. 4 kwietnia 1758, zm. 16 lutego 1823 w Paryżu) – francuski malarz i rysownik, reprezentujący malarstwo klasyczne w formie i jednocześnie romantyczne w swoim emocjonalizmie.

## Życiorys
Urodził się w Cluny, w 1774 wyjechał do Dijon na studia malarskie. Naukę kontynuował od 1780 w Paryżu. W 1784 zdobył Prix de Rome, co umożliwiło mu wyjazd na kilka lat do Włoch. W Rzymie zainteresował się twórczością Rafaela, Antonia Correggio i Leonardo da Vinci. Do Paryża powrócił w 1788, niespokojny okres rewolucji francuskiej przeczekał w Burgundii. Był nauczycielem rysunku żon cesarza Napoleona Bonaparte, pełnił również funkcję nadwornego malarza. Po ostatecznym upadku Napoleona w 1815, kariera Prud’hona została przerwana.
Życie prywatne artysty było nieudane, był neurotykiem, ożenił się przedwcześnie i nieszczęśliwie, a jego związek z uczennicą, malarką Constance Mayer przerwało jej samobójstwo w 1821.

## Twórczość
Malował portrety, oraz obrazy o tematyce alegorycznej i mitologicznej. Jego prace cechuje przytłumiony koloryt, miękki modelunek i mistrzowskie posługiwanie się światłocieniem. Najbardziej znanym jego obrazem jest Portret Józefiny z 1805, w którym przedstawił cesarzową na tle poetyckiego krajobrazu. Za życia był nazywany francuskim Corregiem, a obecnie uważany jest za prekursora romantyzmu. Projektował również wyroby rzemiosła artystycznego (m.in. kołyskę króla Rzymu), był autorem malowideł dekoracyjnych.

## Wybrane dzieła
- Andromacha i Astyanaks (1814-24), 132 × 170,5 cm, Metropolitan Museum of Art, Nowy Jork
- Cesarzowa Józefina w parku Malmaison (1805), 244 × 179 cm, Luwr, Paryż
- Charles Maurice de Talleyrand-Perigord (1817), 216 × 142 cm, Metropolitan Museum of Art, Nowy Jork
- Chrystus na krzyżu (1822)
- Dzieci z królikiem (1804-14), 24 × 21 cm, Ermitaż, Sankt Petersburg
- Madame George Anthony z synami (ok. 1802), 98 × 81 cm, Musée des Beaux-Arts, Dijon
- Madame Jarre (ok. 1822), 66 × 55 cm, Luwr, Paryż
- Młody Zefir kołyszący się na wodzie, 128 × 97 cm. Luwr, Paryż
- Pan Vallet (ok. 1812), 61 × 51 cm, Luwr, Paryż
- Portret Georges’a Anthony’ego (1796), 99 × 83 cm, Musée des Beaux-Arts, Dijon
- Portret króla Rzymu (1811), 46 × 56 cm, Luwr, Paryż
- Portret Louisa de Saint-Justa (1793), Musée des Beaux-Arts, Lyon
- Psyche porwana przez Wiatry (1808), 195 × 157 cm, Luwr, Paryż
- Sprawiedliwość i boska Zemsta ścigające Zbrodnię (1808), 244 × 294 cm, Luwr, Paryż
- Ukrzyżowanie (1822), 278 × 165,5 cm, Luwr, Paryż
- Wenus i Adonis (1812), 244 × 172 cm, Wallace Collection, Londyn
- Wenus w kąpieli (ok. 1810), 134 × 103 cm, Luwr, Paryż
- Wenus, Hymen i Amor (ok. 1793), 44 × 33 cm, Luwr, Paryż
- Wniebowzięcie Marii (1819), 157 × 195 cm, Luwr, Paryż